# Mezoregion Sudoeste Mato-Grossense

Mezoregion Sudoeste Mato-Grossense

Mezoregion Sudoeste Mato-Grossense – mezoregion w brazylijskim stanie Mato Grosso, skupia 22 gminy zgrupowanych w trzech mikroregionach. 

## Mikroregiony
- Alto Guaporé
- Jauru
- Tangará da Serra